# Солодухина, Алина Романовна
Алина Романовна Солодухина (род. 1 января 1994 года, Павлодар, Казахстан) — казахстанская пауэрлифтерша-паралимпийка. Принимала участие в летних Паралимпийских играх 2020 в Токио, где заняла 5 место.

## Биография
Заняла третье место на III Азиатских Параиграх 2018 года в Джакарте.
26 августа 2021 года в Токио на летних Паралимпийских играх 2020 в лучшей из трёх попыток подняла 83 кг, заняв пятое место в весовой категории до 45 кг.

## Спортивные результаты
| Год  | Турнир                          | Город      | Категория | Результат | Место |
| ---- | ------------------------------- | ---------- | --------- | --------- | ----- |
| 2018 | Азиатские Параигры              | Джакарта   | До 45 кг  | 66        | 3     |
| 2019 | Чемпионат мира                  | Нур-Султан | До 45 кг  | 65        | 14    |
| 2021 | Летние Паралимпийские игры 2020 | Токио      | До 45 кг  | 83        | 5     |
| 2021 | Чемпионат мира                  | Тбилиси    | До 45 кг  | 80        | 6     |